# Scranton (Kansas)
Scranton é uma cidade localizada no estado estadunidense de Kansas, no Condado de Osage.

## Demografia
Segundo o censo americano de 2000, a sua população era de 724 habitantes.
Em 2006, foi estimada uma população de 701, um decréscimo de 23 (-3.2%).

## Geografia
De acordo com o United States Census Bureau tem uma área de
2,8 km², dos quais 2,8 km² cobertos por terra e 0,0 km² cobertos por água.

## Localidades na vizinhança
O diagrama seguinte representa as localidades num raio de 20 km ao redor de Scranton.